# Stazione di Castellaneta Marina
La stazione di Castellaneta Marina è una fermata ferroviaria situata sulla Ferrovia Jonica. Serve il centro abitato di Castellaneta Marina (frazione di Castellaneta). Vi fermano alcuni treni regionali della tratta Taranto-Potenza e svolge funzione di stazione di incrocio.

## Storia
Dalla costruzione ovvero dal 1869 fino al 1947 la stazione di Castellaneta Marina non effettuava servizio viaggiatori essendo utile soltanto all'incrocio dei treni ed era denominata "Raddoppio Termitosa". RFI la classifica di categoria Bronze ed è servita da treni viaggiatori. La stazione era dotata di 3 binari, ora diventati solo 2 binari di cui uno di incrocio e precedenze. 
Non è presente un bar ma soltanto due obliteratrici. 